# Arpège
L'Arpège è una barca a vela del cantiere Dufour lunga 9.25 m (fuori tutto) progettata verso la fine degli anni sessanta e che ha riscontrato grande successo presso i diportisti europei.
Tale barca viene citata nel pezzo "Resta vile maschio, dove vai?" di Rino Gaetano, dall'album omonimo del 1979".